# تصنیف جو کوچولو
تصنیف جو کوچولو (به انگلیسی: The Ballad of Little Jo) فیلمی محصول سال ۱۹۹۳ و به کارگردانی مگی گرینوالد است. در این فیلم بازیگرانی همچون سوزی آمیس، بو هاپکینز، ایان مک‌کلن، دیوید چونگ، کری اسنادگرس، هدر گراهام، آنتونی هیلد، ملیسا لیو و سم روباردز ایفای نقش کرده‌اند.

## خلاصه داستان
این فیلم بر اساس داستانی واقعی زندگی زنی به نام جوزفین موناگان در اواسط قرن نوزدهم است. او که توسط عکاسِ خانوادگیِ شان اغوا می‌شود، و با انگِ بدنامی از خانه پدر و مادرش طرد می‌شود و بعد از تجربه مشکلاتی متوجه می‌شود که زندگی به تنهایی در غرب وحشی خطرناک است و به ناچار خود را در در پشت شخصیتِ مردِ جوانی به نام جو پنهان می‌کند و.....